# Perania annam
Espèce
Perania annam est une espèce d'araignées aranéomorphes de la famille des Pacullidae.

## Distribution
Cette espèce est endémique de la province de Lâm Đồng au Viêt Nam,. Elle se rencontre à Đà Lạt vers 1 500 m d'altitude.

## Description
Le mâle holotype mesure 15,88 mm et la femelle paratype 12,94 mm.

## Étymologie
Son nom d'espèce lui a été donné en référence au lieu de sa découverte, l'Annam.

## Publication originale
- Schwendinger & Košulič, 2015 : Two new species of armoured spiders from Vietnam and Cambodia (Araneae: Tetrablemmidae: Pacullinae). Revue Suisse de Zoologie, vol. 122, no 2, p. 423-436.